# Майкъл Йънг
Майкъл Уорън Йънг (на английски: Michael Warren Young) е американски биолог и генетик. Посвещава три десетилетия от живота си на изследвания на генетично контролираните закономерности на съня и будното състояние на плодовата мушица (Drosophila melanogaster).
Докато работи в Рокфелеровия университет, лабораторията на Йънг прави съществени открития в областта на хронобиологията чрез идентифициране на ключови гени, свързани с регулацията на циркадния ритъм на вида. Йънг разкрива функцията на периодичния ген, който е необходим на мушицата да проявява нормални сънни цикли. На лабораторията му принадлежи приноса по откриването на още два гена, които участват в регулацията на циркадния ритъм.
Заедно с учените Джефри Хол и Майкъл Росбаш, Йънг получава Нобеловата награда за физиология или медицина за 2017 година за „техните открития на молекулните механизми, контролиращи циркадния ритъм“. 